# Плеші (Алба)
Плеші (рум. Pleși) — село у повіті Алба в Румунії. Входить до складу комуни Сесчорі.
Село розташоване на відстані 248 км на північний захід від Бухареста, 29 км на південь від Алба-Юлії, 107 км на південь від Клуж-Напоки.

## Населення
За даними перепису населення 2002 року у селі проживали 132 особи, усі — румуни. Усі жителі села рідною мовою назвали румунську.